# 枚方市立山田小学校
枚方市立山田小学校（ひらかたしりつ やまだしょうがっこう）は、大阪府枚方市甲斐田町にある公立小学校。

## 沿革
- 1879年 - 創立
- 1926年 - 現在地に移転
- 1955年 - 体育館兼講堂新築
- 1961年 - プール完成
- 1982年 - 体育館新築
- 1995年 - 学童生徒ボランティア活動普及事業協力校に指定される

## 交通
- 京阪本線・交野線 枚方市駅から徒歩40分。